# Skoczów

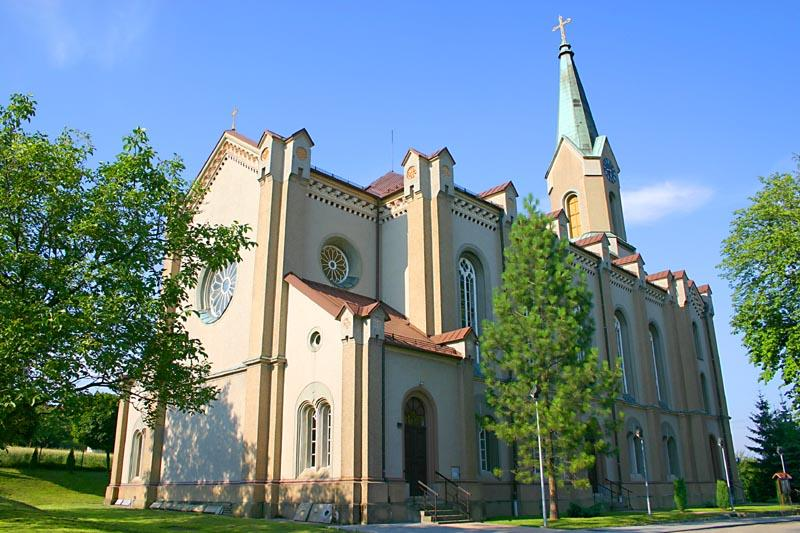
Evangelische Stadtkirche

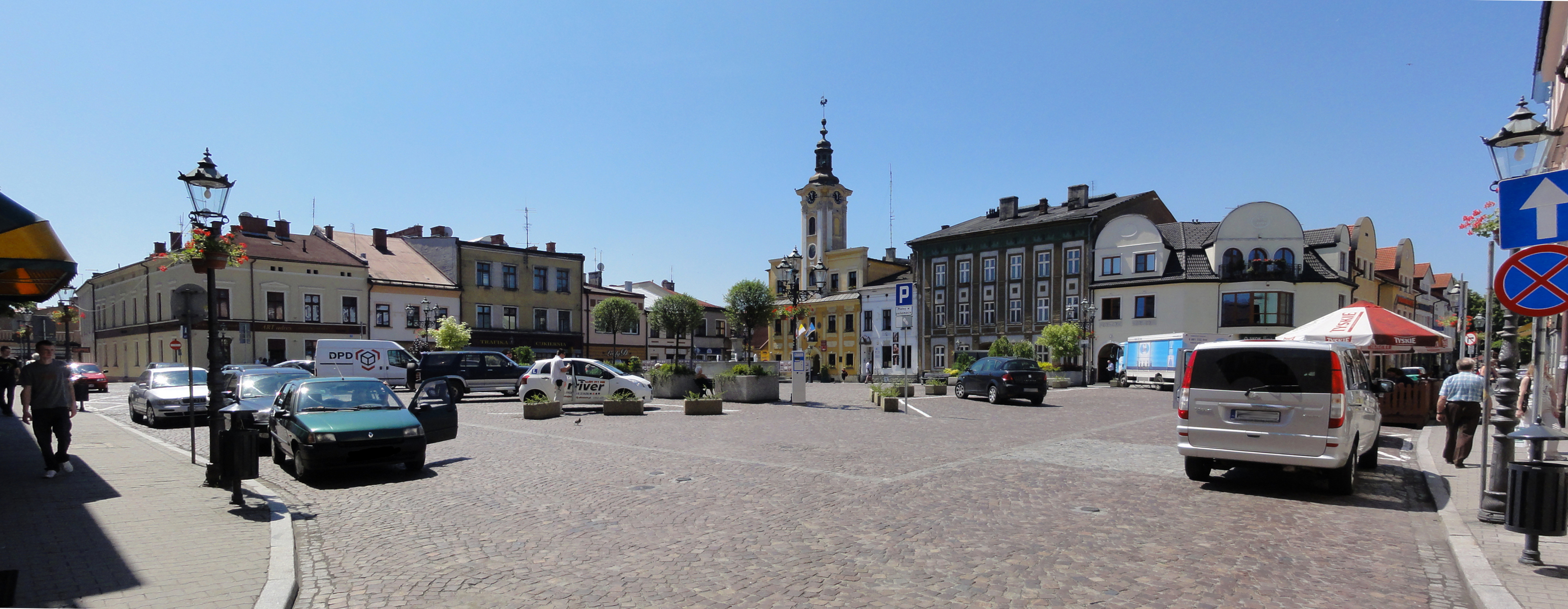
Ostseite des Marktplatzes

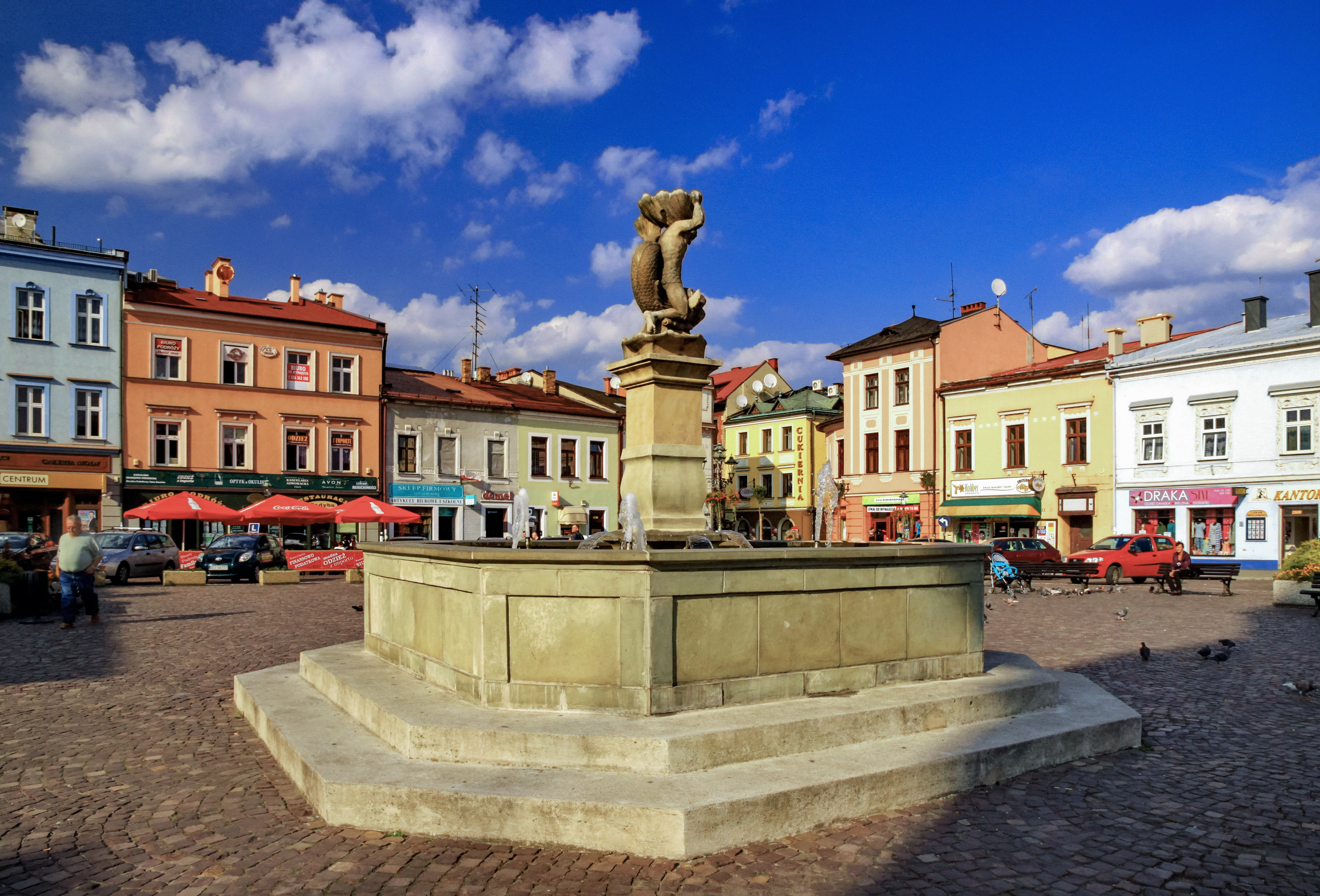
Westseite des Marktplatzes

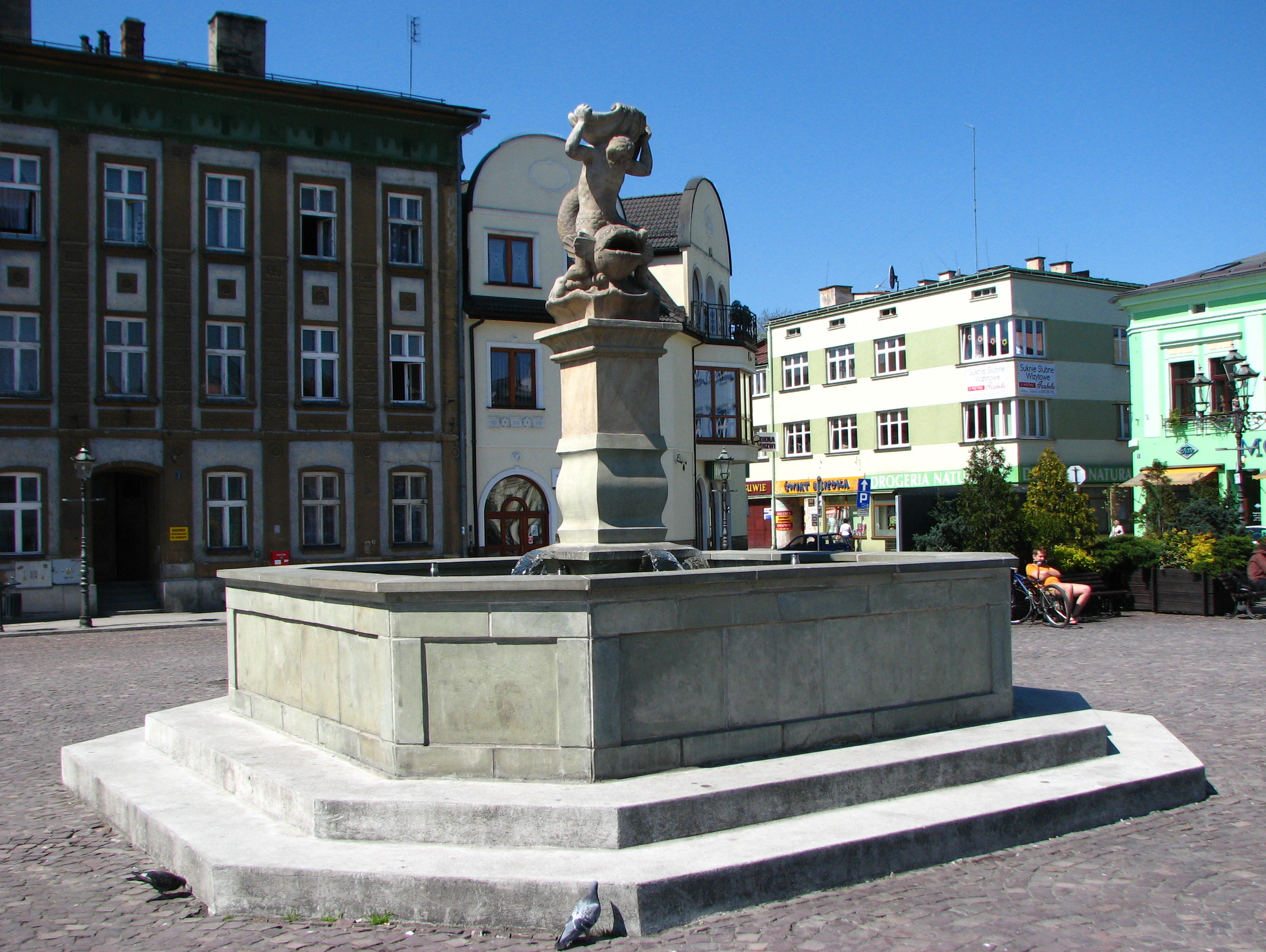
Jonasbrunnen auf dem Marktplatz

Skoczów [ˈskɔt͡ʂuf]Ausspracheⓘ (deutsch Skotschau, tschechisch Skočov) ist eine Stadt und Sitz der Gmina Skoczów in der polnischen Woiwodschaft Schlesien. Skoczów liegt nördlich der Schlesischen Beskiden an der Weichsel und gehört dem Powiat Cieszyński an.

## Geschichte
Die Stadt liegt im Olsagebiet (auch Teschner Schlesien, polnisch Śląsk Cieszyński) und ist die älteste Stadt an der oberen Weichsel.
Vom 7. bis zum 9. Jahrhundert gab es einen slawischen Burgwall vom Volksstamm der Golensizen im benachbarten Międzyświeć. Einer Legende nach wurde die Stadt bereits 917 gegründet. Mutmaßlich wurde es im Jahr 1282 erstmals urkundlich als Coczow erwähnt. Später wurde der Ort auch als Zchotschow/Scotschow/Scoschow (1327), Skotschau (1440), Skotczuow (1447), Skozuff (1448), Skoczaw (1452), Skoczow (1470) erwähnt. Der Name ist possessiv abgeleitet vom Vornamen Skocz.
Politisch gehörte es ursprünglich zum Herzogtum Teschen, welches ab 1290 in der Zeit des polnischen Partikularismus bestand. Seit 1327 bestand das Herzogtum als Lehnsherrschaft des Königreichs Böhmen. Im zugehörigen Dokument wird Skoczów als oppidum Scocoviense erwähnt. Die Bezeichnung oppidum deutete wahrscheinlich auf Ius Ducale hin. Seit 1526 gehörte es zur Habsburgermonarchie. In den Jahren von 1573 bzw. 1577 bis ca. 1594 existierte eine kurzlebige Standesherrschaft Skotschau-Schwarzwasser.
Skoczów erhielt im späten 14. Jahrhundert das Magdeburger Recht und die neue Stadt wurde um den heutigen Marktplatz angelegt An der Stelle des ersten Zentrums wurde auf einem ovalen Platz die Pfarrkirche gebaut. Diese wurde erstmals im Jahre 1447 im Peterspfennigregister im Teschener Dekanat als Scotczowa erwähnt. 1470 wurde Skotschau durch einen Brand vollständig vernichtet. Im selben Jahr baute Herzog Kasimir II. von Teschen die Stadt wieder auf und vergrößerte sie. Es gab zwei weitere Brände in den Jahren 1713 und 1756.
Nach 1540 erfolgte unter Wenzel III. Adam die Reformation. Die neue Konfession war besonders bei der städtischen Elite beliebt. Ein Teil der Einwohner blieb jedoch katholisch, wie zum Beispiel Jan Sarkander. Die Pfarrkirche wurde von Lutheranern übernommen und wurde wieder katholisch nach dem Jahr 1610. Der Dreißigjährige Krieg führte zu riesigen materiellen und demographischen Verlusten. Im Jahr 1652 wurde die Stadt von der bischöflichen Visitation von Breslau besucht. Die Mehrheit der Einwohner war lutheranisch und polnischsprachig (concio Polonica). Der deutschsprachige Teil der Einwohner war damals zu klein, um eigene Gottesdienste in dieser Sprache abzuhalten. Diese Situation änderte sich in der zweiten Hälfte des 18. Jahrhunderts.
In den Jahren 1782 bis 1785 entstand die neue Reichsstraße zwischen Teschen und Bielitz, welche durch Skotschau verlief. Nach der Aufhebung der Patrimonialherrschaften war Skotschau ab 1850 ein Gerichtsbezirk in Österreichisch-Schlesien, Bezirk Bielitz. Derweil nahm die ethnographische Gruppe der Teschener Walachen deutliche Gestalt an, wohnhaft auch in Skotschau. Traditionell sprachen sie Teschener Mundarten, obwohl Skotschau damals eine sprachlich wie konfessionell gemischte Stadt war.
1853 wurden in der Innenstadt fünf Öllampen installiert, die immer bis Mitternacht leuchten. Im Juni 1888 erreichte die Schlesische und Galizische Städtebahnlinie die Stadt. 1910 wütete erneut ein Brand in der Stadt, der eine Schule, ein Gerichtsgebäude und 21 Häuser in der Innenstadt vernichtete. Im frühen 20. Jahrhundert wurde sie zu einem Zentrum der sogenannten Schlonsaken unter der Leitung des örtlichen Lehrers Józef Kożdoń.
1920, nach dem Zusammenbruch der k.u.k. Monarchie und dem Ende des Polnisch-Tschechoslowakischen Grenzkriegs (mit der wichtigsten Schlacht des Kriegs in der Nähe der Stadt), kam Skoczów zu Polen. Es gehörte danach zu der autonomen Woiwodschaft Schlesien, Powiat Cieszyński. Unterbrochen wurde dies nur durch die Besetzung Polens durch die Wehrmacht im Zweiten Weltkrieg. Es gehörte dann zum Landkreis Teschen im Regierungsbezirk Kattowitz in der Provinz Schlesien (seit 1941 Provinz Oberschlesien).
1995 besuchte Papst Johannes Paul II. die Stadt Skoczów und sprach dort den aus Skoczów kommenden Jan Sarkander heilig.

## Einwohnerentwicklung
| Jahr      | 1250       | 1327 | 1400 | 1447 | 1550 | 1600 | 1650        | 1880 | 1890 | 1900 | 1910 | 1921 | 1990   | 2000   |
| --------- | ---------- | ---- | ---- | ---- | ---- | ---- | ----------- | ---- | ---- | ---- | ---- | ---- | ------ | ------ |
| Einwohner | 80 bis 100 | 200  | 390  | 450  | 900  | 1110 | 700 bis 850 | 3081 | 3191 | 3196 | 3705 | 3494 | 14.894 | 15.171 |

Anmerkungen
1. ↑  Darunter etwa 20 % waren Zuwanderer, vermutlich Deutsche
2. ↑  Darunter: 2136 (69,9 %) polnischsprachige, 909 (29,5 %) deutschsprachige, 36 (1,2 %) tschechischsprachige;
3. ↑  Darunter: 2083 (65,3 %) polnischsprachige, 1099 (34,3 %) deutschsprachige, 9 (0,3 %) tschechischsprachige;
4. ↑  Darunter: 1730 (54,1 %) polnischsprachige, 1432 (44,8 %) deutschsprachige, 34 (1,1 %) polnischsprachige; 2298 (70,9 %) römisch-katholisch, 721 (22,2 %) evangelisch, 222 (6,8 %) israelitisch;
5. ↑  Darunter: 1794 (48,4 %) polnischsprachige, 1863 (50,3 %) deutschsprachige, 48 (1,3 %) tschechischsprachige; 2443 (65,3 %) römisch-katholisch, 1042 (27,8 %) evangelisch, 247 (6,6 %) israelitisch;
6. ↑  Darunter: 2802 Polen, 569 Deutsche, 116 Juden; 2313 römisch-katholisch, 956 evangelisch, 207 israelitisch;

## Kultur
- Museum des heiligen Jan Sarkander (polnisch Muzeum Św. Jana Sarkandra): Der Kult des heiligen Jan Sarkander hat sich in Schlesien seit seinem Märtyrertod im Jahre 1620 verbreitet. Quellen aus dem 17. Jahrhundert geben an, dass Jan Sarkander in einem Bürgerhaus neben dem Rathaus geboren wurde.
- Gustaw-Morcinek-Museum (pl.  Muzeum im. G. Morcinka)

## Gemeinde
Die Stadt-und-Land-Gemeinde (gmina miejsko-wiejska) Skoczów gliedert sich in den namensgebenden Hauptort sowie folgende Ortschaften mit einem Schulzenamt (solectwo):
- Bładnice (Bladnitz)
- Harbutowice (Harbutowitz)
- Kiczyce (Kitschitz)
- Kowale (Kowali)
- Międzyświeć (Miendziswiec)
- Ochaby (Ochab)
- Pierściec (Perstetz)
- Pogórze (Pogorsch)
- Wilamowice (Willamowitz)
- Wiślica (Wislitz)

Die Gemeinde gehört zur Euroregion Śląsk Cieszyński.

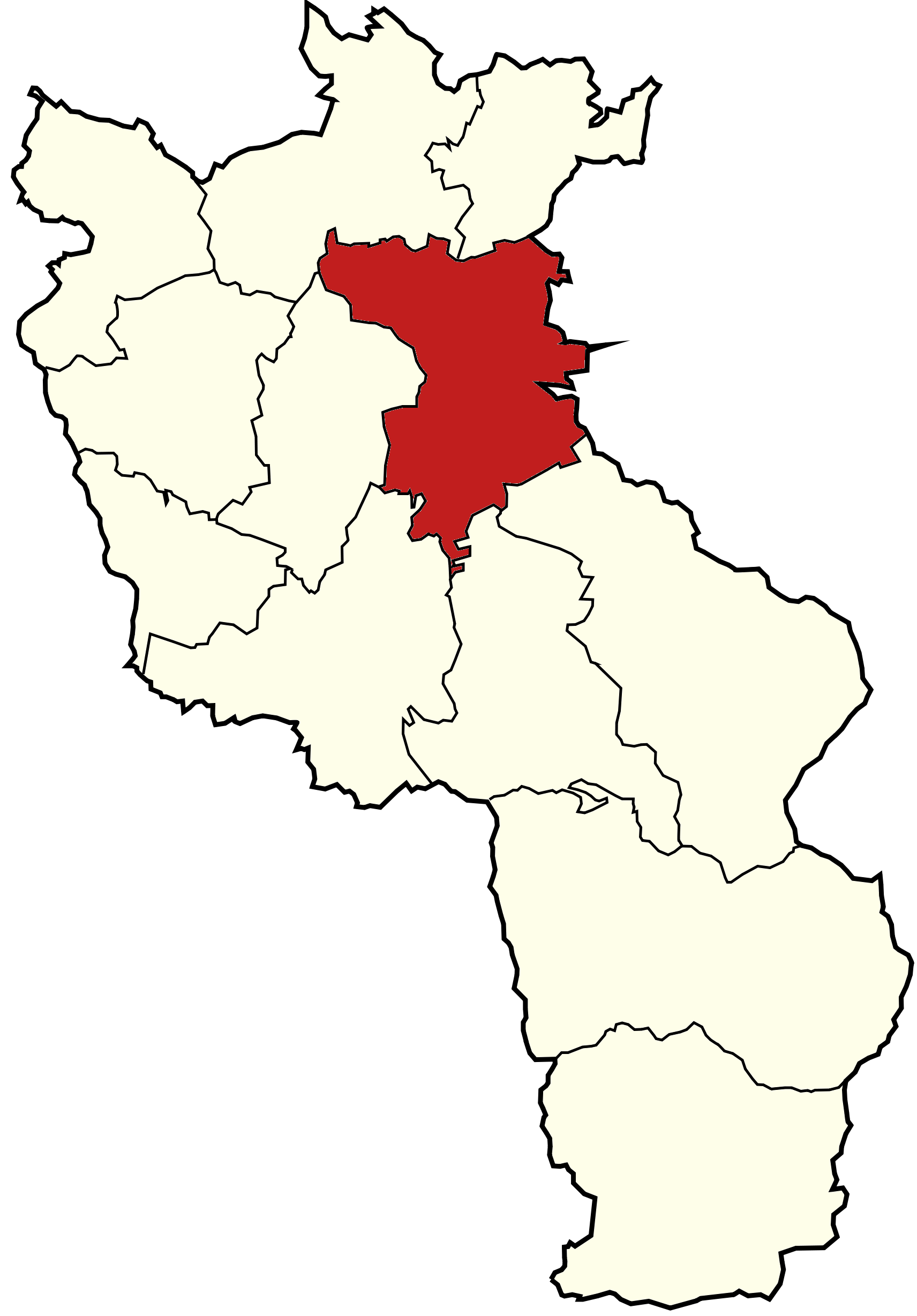
Die Gemeinde im Powiat Cieszyński
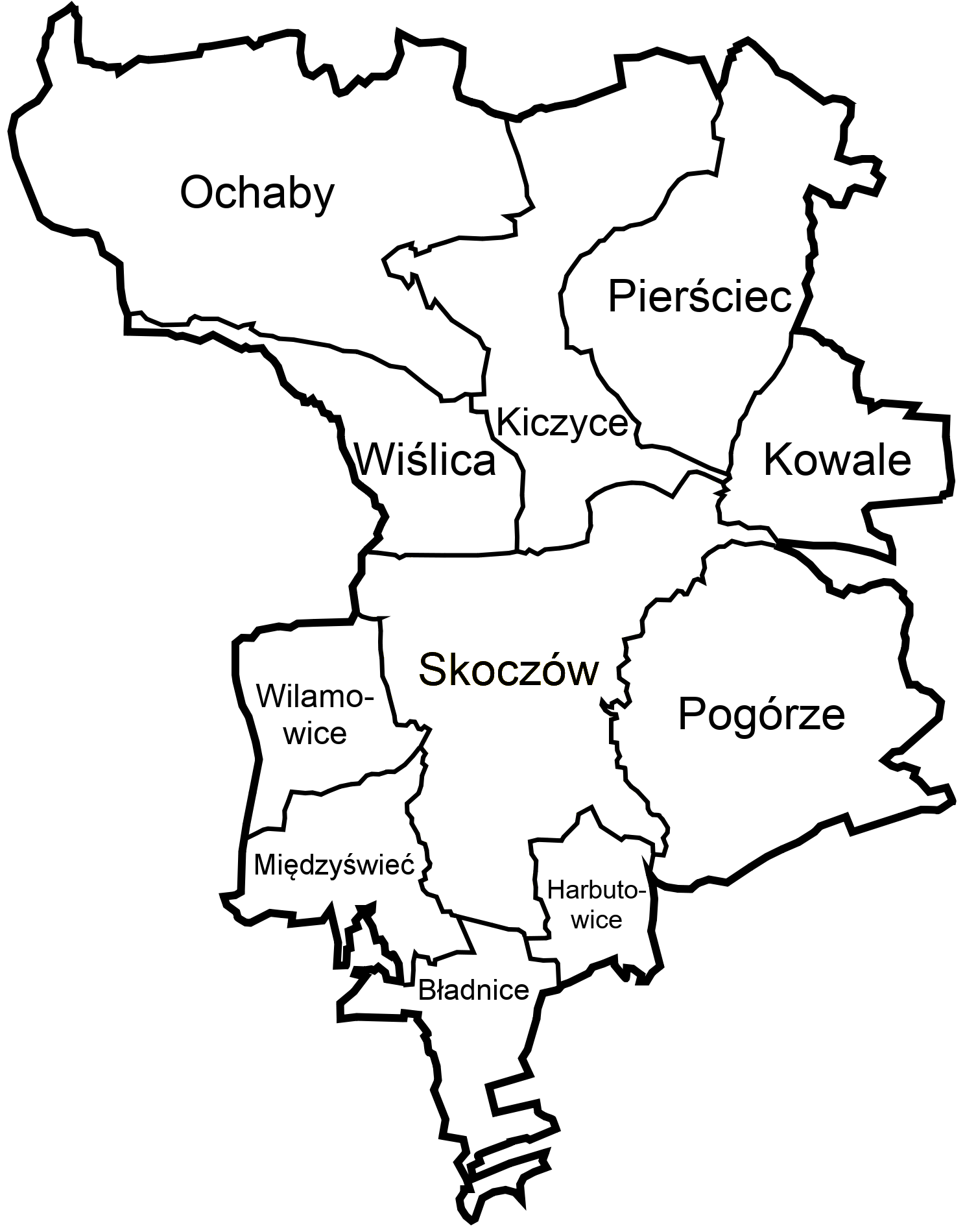
Ortschaften der Gemeinde
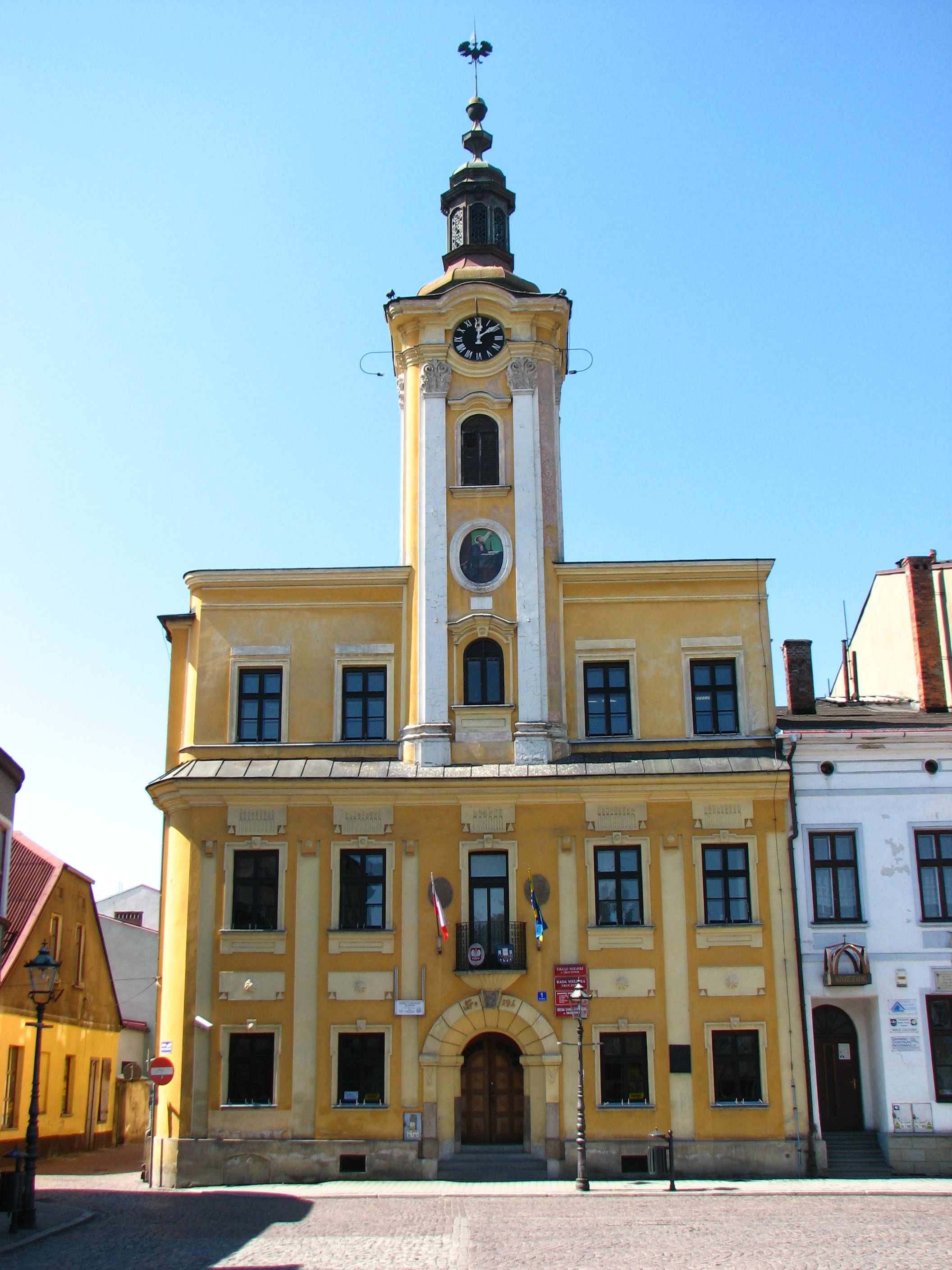
Das Rokoko-Rathaus in Skoczów
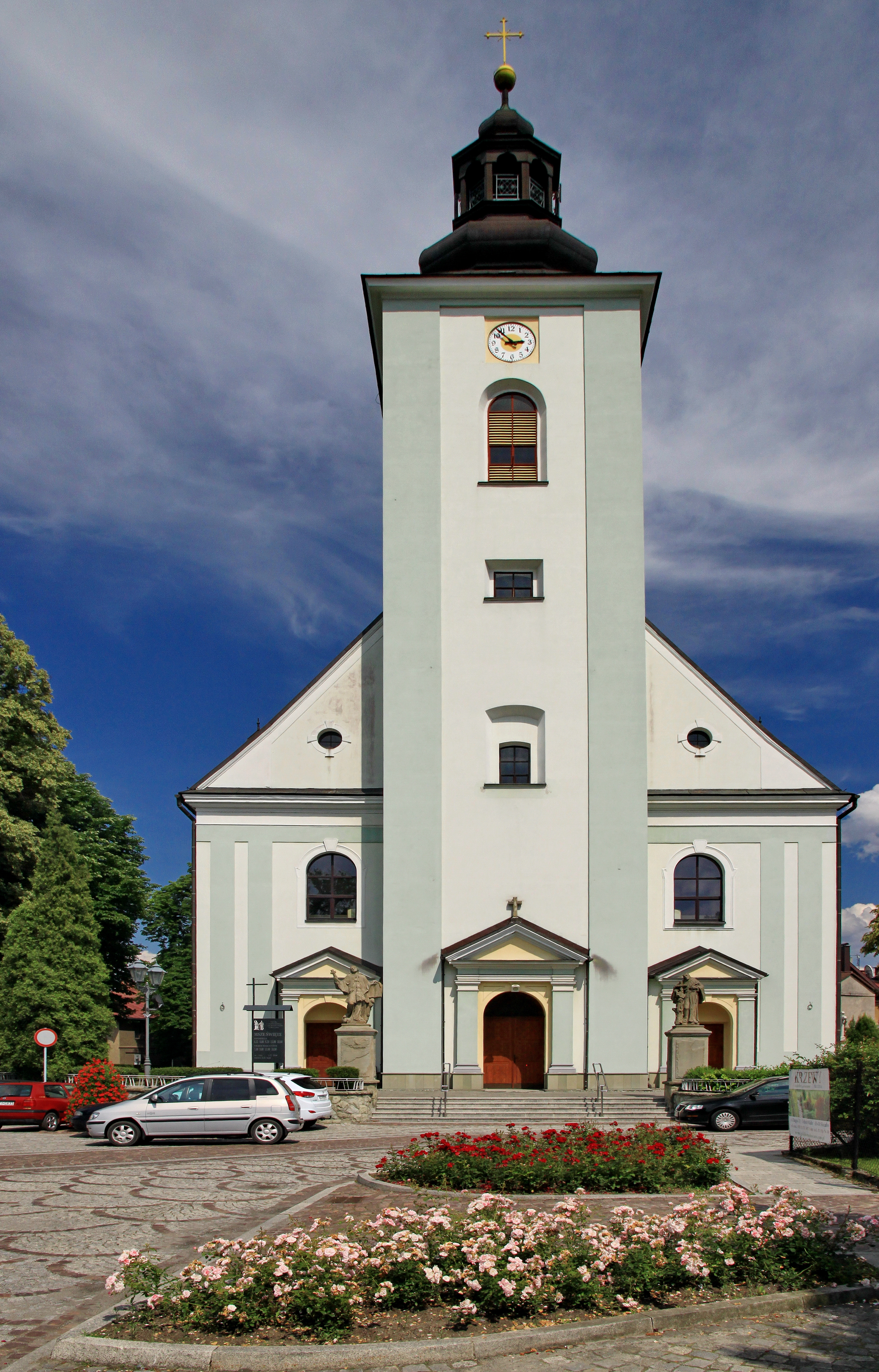
Peter-und-Paul-Kirche
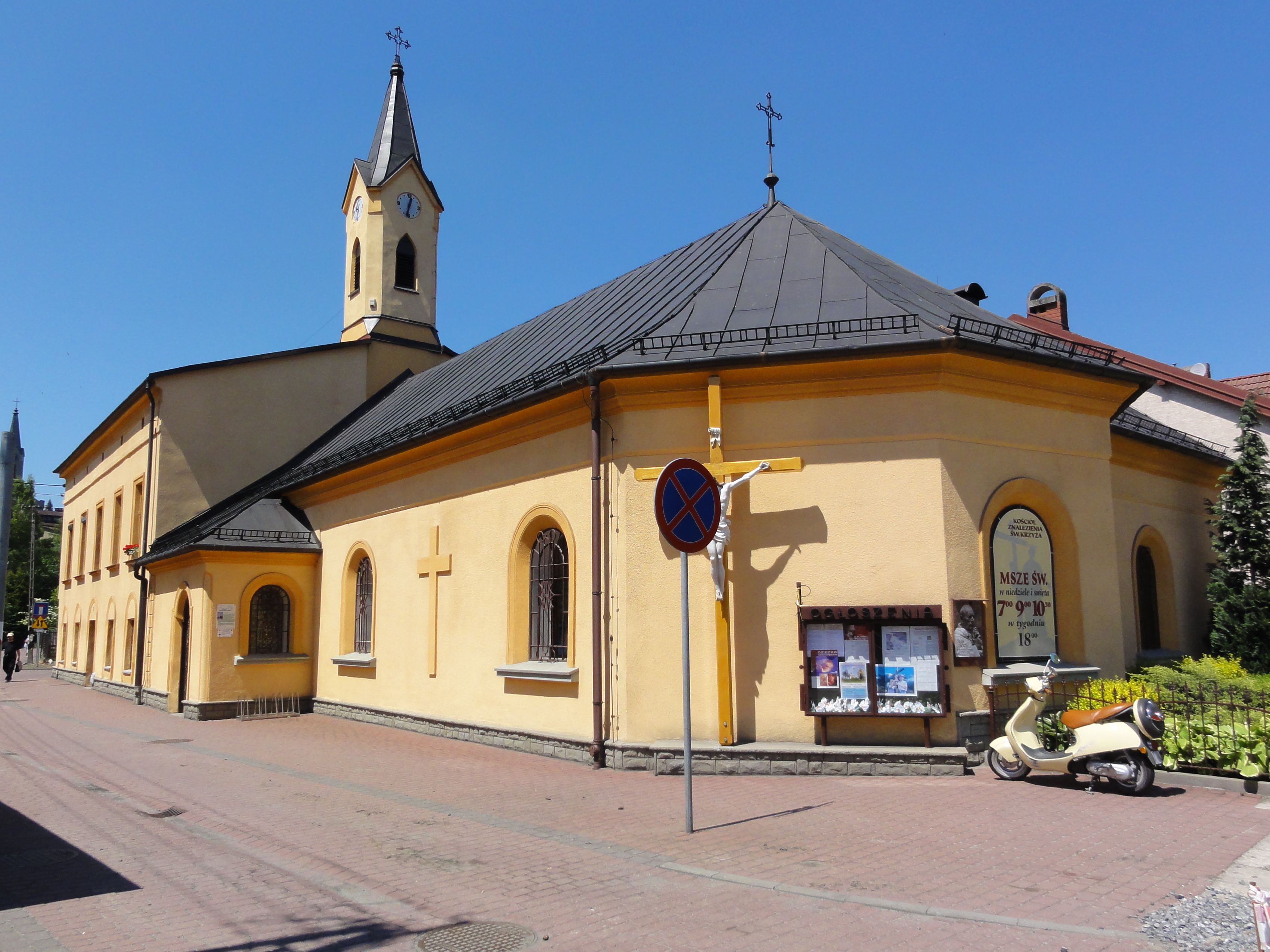
Heiligkreuzkirche
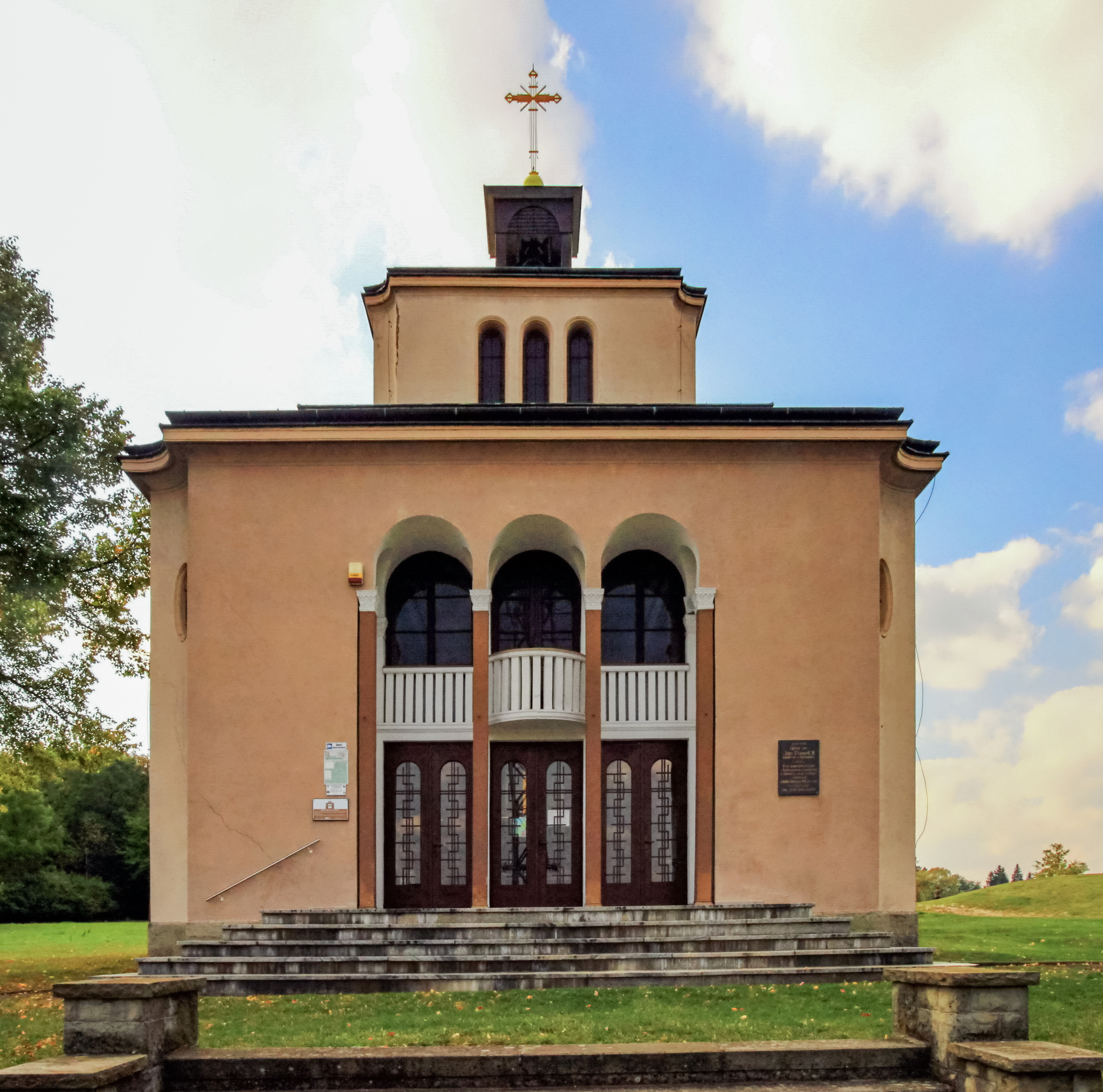
Johanneskapelle

## Partnerstädte
- Békéscsaba, Ungarn
- Karviná, Tschechien
- Martin, Slowakei

## Persönlichkeiten
- Marie Adamczyk (1879–1973), österreichische Krankenpflegerin
- Ludwig Klimek (1912–1992), polnischer Künstler und französischer Maler
- Ernst Lindner (1870–1956), österreichischer Architekt
- Horst Mendroch (1942–2015), deutscher Schauspieler und Hörspielsprecher
- Johannes Sarkander (1576–1620), mährischer Geistlicher und böhmischer Heiliger